# All American (série de televisão)
All American é uma série de drama de televisão americana, criada por April Blair, que estreou no canal The CW em 10 de outubro de 2018. A série é inspirada na vida do jogador de futebol profissional Spencer Paysinger.
Em abril de 2019, a série foi renovada para uma segunda temporada, que estreou em 7 de outubro de 2019. A primeira temporada de All American foi exibida no Brasil pelo canal pago Warner. Em fevereiro de 2021, a The CW renovou a série para uma quarta temporada.

## Premissa
"Quando um jogador de futebol americano do LA está sendo recrutado para jogar no Beverly Hills High, as vitórias, derrotas e lutas de duas famílias de mundos muito diferentes - Crenshaw e Beverly Hills - começam a colidir. Inspiradas pela vida profissional do futebol jogador Spencer Paysinger."

## Elenco e personagens

### Principal
- Daniel Ezra como Spencer James[3]
- Taye Diggs como Billy Baker[4]
- Samantha Logan como Olivia Baker[5]
- Bre-Z como Tiana "Coop" Cooper[6]
- Greta Onieogou como Leila Faisal[6]
- Monet Mazur as Laura Fine-Baker[7]
- Michael Evans Behling como Jordan Baker[7]
- Cody Christian como Asher[8]
- Karimah Westbrook como Grace James[9]
- Jalyn Hall como Dillon James[10]

### Recorrente
- Jay Reeves como Shawn Scott[11]
- Jordan Belfi como Ed Landon
- Chelsea Tavares como Patience

### Convidado
- Danielle Campbell como Hadley[12]

## Episódios
| N.º | Título                | Dirigido por    | Escrito por                                  | Exibição original      | Cód. de produção | Audiência (milhões) |
| --- | --------------------- | --------------- | -------------------------------------------- | ---------------------- | ---------------- | ------------------- |
| 1   | "Pilot"               | Rob Hardy       | April Blair                                  | 10 de outubro de 2018  | T15.10151        | 0.69                |
| 2   | "99 Problems"         | David McWhirter | April Blair & Mike Herro & David Straus      | 17 de outubro de 2018  | T13.21352        | 0.61                |
| 3   | "i"                   | Rob Hardy       | Nkechi O. Carroll                            | 24 de outubro de 2018  | T13.21353        | 0.76                |
| 4   | "Lose Yourself"       | Elodie Keene    | John A. Norris                               | 7 de novembro de 2018  | T13.21354        | 0.75                |
| 5   | "All We Got"          | Rose Troche     | Robert D. Doty & Lorna Osunsanmi             | 14 de novembro de 2018 | T13.21355        | 0.67                |
| 6   | "The Choice Is Yours" | Benny Boom      | Mike Herro & David Strauss & J. Stone Alston | 28 de novembro de 2018 | T13.21356        | 0.75                |
| 7   | "California Love"     | Dawn Wilkinson  | Nkechi Carroll & Michael Bhim                | 5 de dezembro de 2018  | ASA              | 0.66                |
| 8   | "Homecoming"          | Rob Hardy       | April Blair                                  | 12 de dezembro de 2018 | ASA              | ASA                 |
| 9   | "Keep Ya Head Up"     | ASA             | ASA                                          | 16 de janeiro de 2019  | ASA              | ASA                 |
| 10  | "m.A.A.d city"        | ASA             | ASA                                          | 23 de janeiro de 2019  | ASA              | ASA                 |
| 11  | "All Eyes on Me"      | ASA             | ASA                                          | 30 de janeiro de 2019  | ASA              | ASA                 |
| 12  | "Black in The Day"    | ASA             | ASA                                          | 6 de fevereiro de 2019 | ASA              | ASA                 |
| 13  | "Legacy"              | ASA             | ASA                                          | 20 de março de 2019    | ASA              | ASA                 |